# Филц
Тази статия е за вида плат. Филц се нарича и дребната фракция баластра или трошен камък.
Филцът (на немски: Filz), също наречен и плъст, е мек плат, който се изработва не чрез тъкане, а чрез пресоване под пара или гореща вода и сплъстяване на животински влакна (вълна: най-често овча, но също и заешка и боброва). Произвежда се и филц от 100% изкуствени влакна, както и филц от комбинирани животински, растителни или изкуствени влакна.
Филцоването вероятно е най-старата форма на производство на платове, позната на човечеството, предхождаща тъкането и плетенето.
В различни култури битуват различни легенди за произхода на филцоването. Според описаната в някои източници християнска легенда, когато свети Климент Охридски бягал от своите преследвачи, подпълнил сандалите си с овча вълна, за да се предпази от пришки. Когато стигнал в Рим открил, че от потта и натиска, вълната в сандалите му се превърнала в чорапи от филц. Според други източници, свети Климент си напълнил сандалите с ленени кълчища. Резултатът бил същият.
Днес традиционното филцоване още се практикува от номадските племена в Азия, като по този начин се произвеждат рогозки, шатри и облекло. Филцът е и една от най-често ползваните материи в производството на шапки, например каубойската шапка. Техниката на филцоване се ползва и в приложните изкуства. Поради такива свои качества като здравина, топло- и шумоизолация, филцът намира приложение освен в текстилната промишленост, но и в машиностроенето, дървообработката и други (нарича се още технически филц).